# Клан Рутвен

Герб вождей клана Рутвен и графов Гоури.

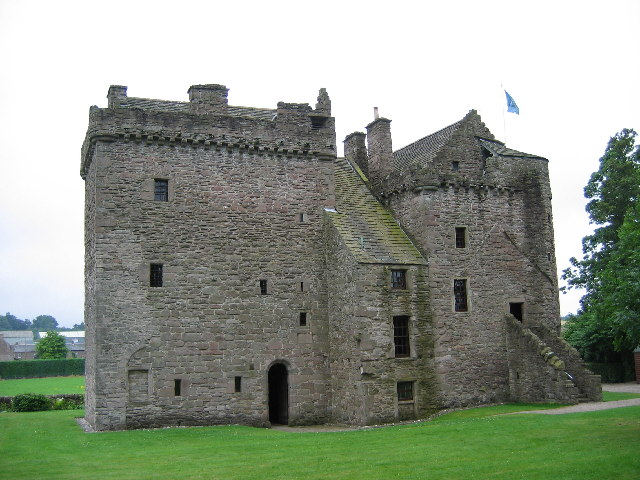
Замок Хантингтауэр.

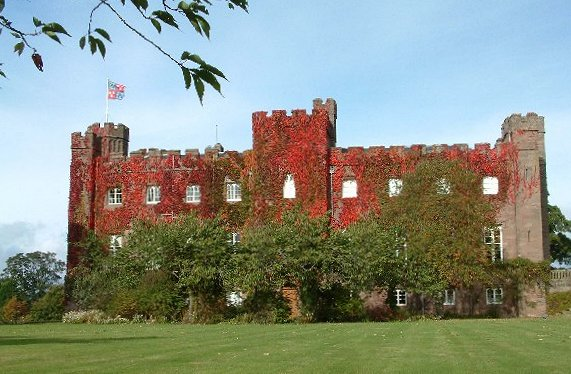
Дворец в Сконе.

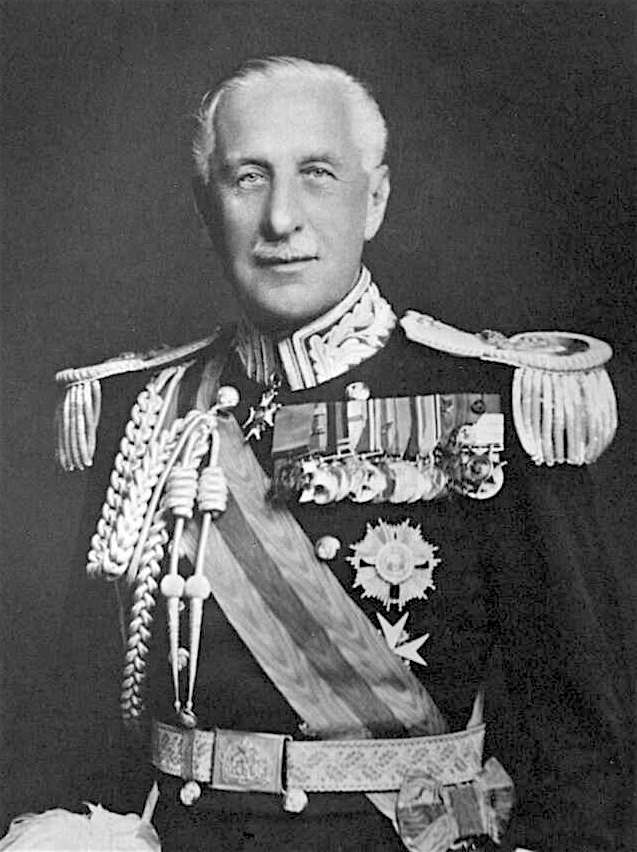
Александр Гор Аркрайт Хоур-Ратвен, 1-й граф Гоури (1872—1955, 10-й генерал-губернатор Австралии (1936—1945)

Клан Рутвен (шотл. — Clan Ruthven) — один из кланов равнинной части Шотландии (Лоуленд).
- Лозунг клана: Deid schaw — Дела скажут (гельск.)
- Земли клана: Пертшир, Восточный Лотиан, Мидлотиан
- Резиденция вождя клана: Замок Хантингтауэр
- Ветви клана Рутвен: Рутвен из Гоури, Рутвен из Фриленда
- Союзные кланы: Монкриф
- Враждебные кланы: Чартерис

## История клана Рутвен

### Происхождение клана Рутвен
Название клана Рутвен территориальное. В давние времена клан владел землями Рутвен в Пертшире. Название Рутвен происходит от гэльского слова Руадайнн (гельск. — Ruadhainn), что означало крепость (замок) на возвышенности. Считается, что род вождей клана происходит от викингов. Сначала вожди клана Рутвен поселились в Восточном Лотиане, но в XII веке переселились в Пертшир.
В 1188—1199 годах в документах упоминается вождь клана Свейн (норв. — Swein) — явно скандинавского происхождения, что передал земли Тиббермора монахам Сконе. Внук Свейна — сэр Уолтер Рутвен был первым, кто принял фамилию Рутвен.

### XIV век — Война за независимость Шотландии
В конце XIII века, пользуясь тем, что королевский трон Шотландии оказался вакантным, король Англии Эдуард I Длинноногий захватил Шотландию и заставил вождей шотландских кланов присягнуть ему на верность, подписав соответствующий документ — «Рагманские свитки». Вождь клана Рутвен — сэр Уолтер Рутвен дважды присягал на верность королю Англии — в 1291 и 1296 годах. Несмотря на это, он в 1292 году поддержал восстание Уильяма Уоллеса за независимость Шотландии — прислал ему 30 воинов во время осады города Перт. Затем он поддержал Кристофера Сэтона при обороне города Джедборо. В 1313 году город Перт был освобожден. Король свободной Шотландии Роберт Брюс назначил шерифом Перта вождя клана Рутвен — сэра Уильяма Рутвена.

## XV—XVI века

### Англо-шотландские войны
Потомок сэра Уильяма Рутвена — сэр Уильям Рутвен из Балкерноха, был три года заложником а в Англии во время выкупа из плена короля Шотландии Якова I Стюарта. Сэр Уильям Рутвен был известным дворянином в тогдашней Шотландии. Его доходы от владений около 400 мерков земли составляли более 100 фунтов стерлингов в год, что на то время было большой суммой. В 1488 году его правнук получил титул лорда парламента Шотландии. Титул лорда Рутвена даровал ему король Шотландии Яков III Стюарт. Он был дважды женат и его сыновья от первой жены получили письмо о легитимации в 1480 году. Старший сын — Уильям, мастер Рутвен, был убит в битве при Флоддене в 1513 году.

### Война с кланом Чартерис
Вожди клана Чартерис — Чартерисы из Кинфаунса получили свои земли в награду за поддержку Роберта Брюса во время восстания за независимость Шотландии. Между кланами Рутвен и Чартерис возникла вражда. Клан Рутвен фактически контролировал город Перт, опираясь на свой замок Хантингтауэр. В 1544 году лорд Патрик Рутвен был избран главой города Перт, но вследствие вмешательства кардинала Битона он был лишен этой должности и вместо него главой города Перт был назначен Чартерис Кинфаун. Город отказался признать главой города Чартериса и закрыл ворота, когда он пытался въехать в город. Чартерис вместе с лордом Греем и вождем клана Лесли напали на город. Но их отряды были отбиты кланом Рутвен. Помощь клана Рутвен предоставил клан Монкриф. В результате этого вождь клана Рутвен остался главой города Перт до 1584 года, когда Уильям Рутвен, граф Гоури, был казнен. Джон Чартерис был убит преемником графа на улице Хай-стрит в Эдинбурге в 1552 году.

### УбийствоДавида Риччо
В 1556 году Патрик Рутвен, 3-й лорд Рутвен, и его сын Уильям, были в числе сообщников лорда Дарнли во время заговора, когда фаворит и секретарь королевы Марии Стюарт был убит в присутствии королевы в дворце Холируд. Рутвени, отец и сын, бежали в Англию. Уильям Рутвен вернулся в Шотландию и унаследовал титулы, получив королевское помилование. Он был одним из людей, которые сопровождали королеву в замок Лох-Ливен, где она была вынуждена отречься от престола. Лорд Уильям Рутвен был казначей Шотландии во время правления малолетнего короля Якова VI Стюарта и в 1581 году он получил титул графа Гоури.

### Рейд клана Рутвен
В 1582 году клан Рутвен и его вождь — граф Гоури похитили короля Шотландии Якова VI Стюарта, чтобы устранить его от влияния графа Леннокса и графа Аррана. Это событие вошло в историю как «рейд Рутвена». Король был пленником клана Рутвен течение десяти месяцев, и когда он наконец освободился, он простил графу Гоури это похищение и плен, но позже граф Гоури был арестован в 1584 году, обвинен в «государственной измене» и сложил голову на эшафоте.

### Заговор Гоури
В 1586 году имения клана Рутвен были возвращены наследнику — Джеймсу Рутвену, 2-му графу Гоури, сыну Уильяма Рутвена. Но Джеймс Рутвен умер два года назад в возрасте 13 лет, а его имения наследовал его брат — Джон Рутвен, 3-й граф Гоури (1577—1600). Джон Гоури практиковал черную магию и увлекался мистицизмом. В 1600 году он и его брат Александр Рутвен были убиты в своем городском доме в Перте. Это событие вошло в историю как «Заговор Гоури». Братья Рутвен были объявлены предателями парламентом Шотландии, хотя никаких доказательств того, что они готовили заговор с целью свержения короля не было. Для клана Рутвен наступили плохие времена. Клан был объявлен вне закона.

### XVII век — гражданская война на Британских островах
В 1651 году сэр Томас Рутвен, потомок 2-го лорда Рутвена, частично восстановил репутацию семьи, когда он получил титул пэра как лорд Рутвен из Фриленда.
Патрик Рутвен, 1-й граф Брентфорд (ок. 1573—1651), был потомком сэра Уильяма Рутвена, 1-го лорда Рутвена. Он служил королю Швеции, воевал в рядах его армии, вел переговоры от имени короля Швеции Густава Адольфа во время Тридцатилетней войны. В Германии он воевал вместе со своими племянниками, полковником Фрэнсисом Рутвеном и генерал-майором Джоном Рутвеном.
Патрик Рутвен, 1-й граф Брентфорд, принял участие в Гражданской войне на Британских островах. Он поддержал роялистов и короля Карла I во время Войны Трех Королевств, в результате чего оба полковника Рутвена и генерал-майор Джон Рутвен стали врагами парламента и Оливера Кромвеля. Сэр Томас Рутвен, 1-й лорд Рутвен из Фриленда (ум. 1673), получил титул лорда Рутвен из Фриленда от короля Англии и Шотландии Карла II Стюарта в 1651 году. Его сын Дэвид Рутвен унаследовал титул 2-го лорда Рутвена из Фриленда.

### Известные люди из клана Рутвен в XVIII—XX веках
- Рутвен, Мэри — жена Антониса ван Дейка.
- Дэвид Рутвен, 2-й лорд Рутвен из Фриленда, умер неженатым в апреле 1701 году. Титул баронессы Рутвен получила его сестра Джейн Рутвен.
- Джейн Рутвен (ум. 1722) — по мнению некоторых исследователей она не имела права унаследовать титул пэра для своих потомков. Ей наследовала Изабелла, внучка 1-го лорда Рутвена из Фрилэнда, жена полковника Джеймса Рутвена из Грейтни
- Изабелла Рутвен (ум. 1732) — жена Джеймса Джонсона, который принял фамилию Рутвен, чтобы унаследовать имения клана Рутвен. Они имели сына Джеймса Рутвена.
- Джеймс Рутвен (ум. 1783) — унаследовал титулы лорда и пэра. Это позволило ему голосовать на выборах шотландских пэров. В 1853 году баронство Рутвен снова унаследовала представительница женского пола.
- Мэри Элизабет Торнтон (ок. 1784—1864) — жена Уолтера Хоура (ум. 1878). Она и её муж взяли фамилию Хоур-Рутвен. Их внуком был Уолтер Джеймс Хоур-Рутвен.
- Уолтер Джеймс Хоур-Рутвен (1838—1921) стал восьмым бароном Рутвен в 1864 году. Его вторым сыном был Александр Хоур-Рутвен.
- Александр Хоур-Рутвен, 1-й граф Гоури (1872—1955), за многочисленные заслуги (в том числе на посту генерал-губернатора Австралии) вернул себе титулы вождей клана Рутвен (сначала титул барона Гоури в 1934 году, а затем титул графа Гоури в 1944 году).

### Вождь клана
- Александр Патрик Грейстейл Рутвен (род. 1939), 2-й граф Гоури, виконт Рутвен, барон Рутвен из Гоури, барон Гоури из Канберры и Дирлтона.

### Замки клана Рутвен
- Замок Хантингтауэр (шотл. — Huntingtower Castle)
- Замок Дирлетон (шотл. — Dirleton Castle)
- Аббатство Сконе (шотл. — Scone Abbey)
- Дворец Сконе (шотл. — Scone Palace)
- Замок Гоури-хаус (шотл. — Gowrie House)
- Замок Флиленд-хаус (шотл. — Freeland House) (теперь школа Страхаллан)
- Замок Трохри (шотл. — Trochrie Castle).